# Закшевко (Шамотульський повіт)
Закшевко (пол. Zakrzewko) — село в Польщі, у гміні Душники Шамотульського повіту Великопольського воєводства.
Населення — 85 осіб (2011).
У 1975-1998 роках село належало до Познанського воєводства.

## Демографія
Демографічна структура станом на 31 березня 2011 року:
|          | Загалом | Допрацездатний вік | Працездатний вік | Постпрацездатний вік |
| -------- | ------- | ------------------ | ---------------- | -------------------- |
| Чоловіки | 53      | 8                  | 38               | 7                    |
| Жінки    | 32      | 3                  | 20               | 9                    |
| Разом    | 85      | 11                 | 58               | 16                   |